# Ready at Dawn
Ready at Dawn Studios LLC (RAD) war ein amerikanisches Entwicklungsstudio für Computerspiele mit Sitz in Irvine, Kalifornien, das von ehemaligen Mitarbeitern von Naughty Dog und Blizzard Entertainment gegründet wurde. Ab Juni 2020 war das Studio Teil der Oculus Studios, 2024 wurde es geschlossen.

## Geschichte
Ready at Dawn wurde 2003 in Irvine, Kalifornien, Vereinigte Staaten, von Ru Weerasuriya, Andrea Pessino, Didier Malenfant und ehemaligen Mitgliedern der Sony-Computer-Entertainment-Tochter Naughty Dog gegründet.
Ihr erstes Spiel, Daxter, veröffentlichten sie im Jahr 2006. Das Unternehmen beendete die Arbeit an seinem zweiten PSP-Spiel, God of War: Chains of Olympus, sowie an einer Wii-Portierung von Ōkami mit zusätzlicher Bewegungssteuerung.
Im Oktober 2009 begann Ready at Dawn mit der Arbeit an einer neuen Spiel-Engine. Die Ready-at-Dawn-Engine soll eine vollständig konsolenzentrierte Plattform sein, die mit einer Reihe von Tools von Drittanbietern integriert ist, die keine zusätzliche Lizenz erfordern. Zu diesen Tools gehören 3D-Content-Editing-, Audio-, Benutzeroberflächen- und Asset-Management-Systeme. Im Juli 2010 wurde bekannt gegeben, dass Ready at Dawn dreizehn Mitarbeiter entlassen hat, wobei als Grund für die Entlassungen Schwierigkeiten bei der Finanzierung zwischen den Projekten angegeben wurden. Anfang 2012 begann das Unternehmen mit der Einstellung von Mitarbeitern für die Entwicklung eines Third-Person-Action-Adventures für ein Heimkonsolen-Spielsystem der nächsten Generation". Ready at Dawn und Sony enthüllten das Spiel später auf der E3 2013 als The Order: 1886. Im Juni 2015 kündigte Ru Weerasuriya, der Gründer des Unternehmens, an, dass seine Position als CEO von Paul Sams ersetzt wird und er zurücktritt, um Präsident und Chief Creative Officer des Unternehmens zu werden. Ready at Dawn war auf der UP-Konferenz des großen chinesischen Spieleverlags Tencent im April 2017 anwesend, um eine Partnerschaft anzukündigen, die Ready-at-Dawn-Spiele nach China bringen soll. Der Höhepunkt dieser Partnerschaft war die Einführung des Spiels Deformers in China, die jedoch nur von kurzer Dauer war, da die Deformers-Server im August 2018 abgeschaltet wurden.
Im Juli 2017 veröffentlichte Ready at Dawn Lone Echo und Echo Arena exklusiv für die Oculus Rift. Echo Arena ist seit Saison 1 in der VR League, einem VR-Esportsegment der ESL, enthalten.
Im Juli 2018 kündigte CTO Andrea Pessino an, dass die gesamte zukünftige Entwicklung des Unternehmens in der Programmiersprache Rust erfolgen wird. Damit war Ready at Dawn eines der ersten Spielestudios, das diese Sprache einsetzte, da die Spieleentwicklung hauptsächlich mit C oder C++ erfolgt. Oculus Studios, unter Meta Platforms, erwarb Ready at Dawn im Juni 2020, um VR-Titel für die Plattform zu entwickeln. Im August 2024 gab die mittlerweile in Reality Labs umbenannte Meta-Tochter die Schließung von Ready at Dawn bekannt.
| Titel                          | Release-Datum | Konsole                 |
| ------------------------------ | ------------- | ----------------------- |
| Daxter                         | 14.03.2006    | PlayStation Portable    |
| God of War: Chains of Olympus  | 04.03.2008    | PlayStation Portable    |
| Ōkami                          | 15.04.2008    | Wii                     |
| God of War: Ghost of Sparta    | 02.11.2010    | PlayStation Portable    |
| God of War: Origins Collection | 03.09.2011    | PlayStation 3           |
| The Order: 1886                | 20.02.2015    | PlayStation 4           |
| Deformers                      | 21.04.2017    | Oculus Rift             |
| Lone Echo                      | 20.07.2017    | Meta Quest, Oculus Rift |
| Echo Arena                     | 20.07.2017    | Oculus Rift             |
| Echo Combat                    | 15.11.2018    | Oculus Rift             |
| Lone Echo II                   | 12.10.2021    | Oculus Rift             |